# Giennadij Cypkałow
Giennadij Nikołajewicz Cypkałow (ros. Генна́дий Никола́евич Цыпка́лов; ukr. Геннадій Миколайович Ципкалов, Hennadij Mykołajowycz Cypkałow; ur. 21 czerwca 1973 w słobodzie Malczewsko-Połnienskiej k. Millerowa, zm. 24 września 2016 w Ługańsku) – działacz Ługańskiej Republiki Ludowej, od kwietnia do maja 2014 wiceprzywódca ŁRL, od 13 do 17 maja tymczasowy przywódca, premier ŁRL (26 sierpnia 2014 – 26 grudnia 2015), od 2014 do 2015 także wicespiker parlamentu Federacyjnej Republiki Noworosji.
Został zatrzymany przez jej samozwańcze władze za próbę przewrotu, popełnił samobójstwo.